# Michaelplatz (Kiew)
Koordinaten: 50° 27′ 19,8″ N, 30° 31′ 15,6″ O
Der Michaelplatz (ukrainisch Миха́йлівська пло́ща/Mychajliwska ploschtscha) ist ein Platz im Zentrum der ukrainischen Hauptstadt Kiew. Benannt ist der Platz nach dem St. Michaelskloster, das den Platz überragt.

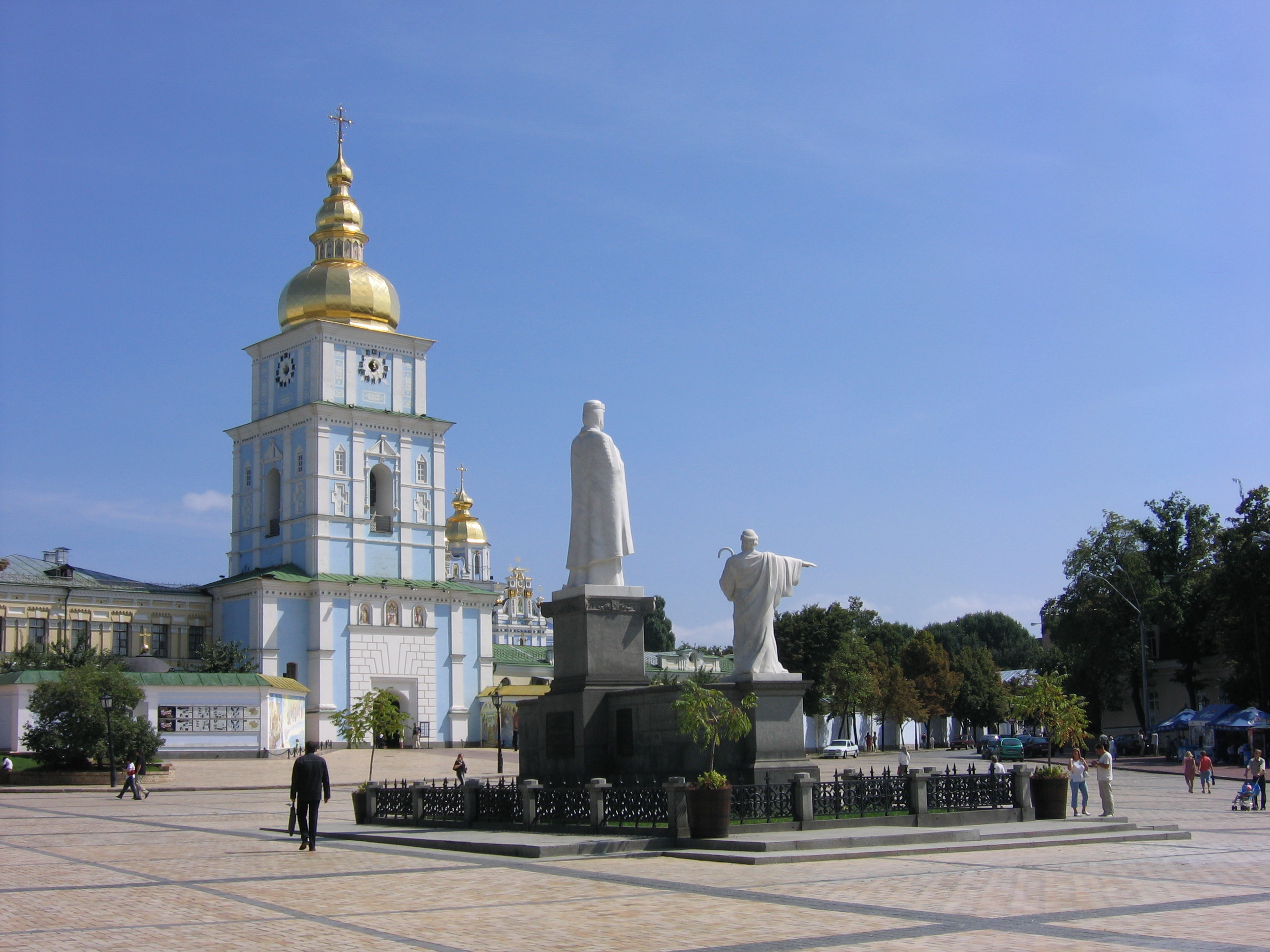
Der Michaelplatz mit dem St. Michaelskloster und dem Denkmal der Fürstin Olga (F. P. Balawenski und I. Kawaleridse, 1911)

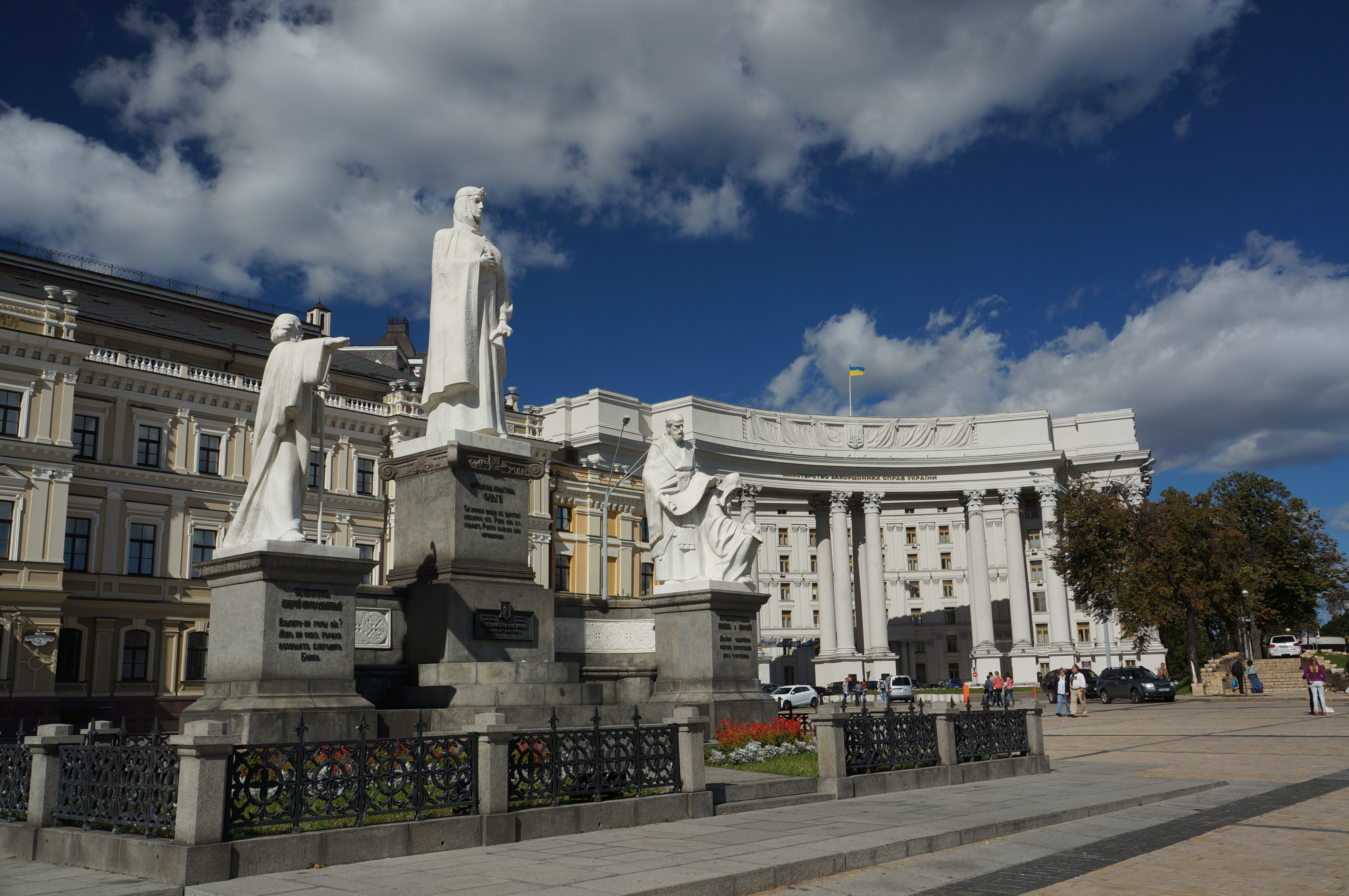
Der Michaelplatz Blickrichtung Außenministerium

## Lage und Bebauung
Der Platz liegt auf dem Alt-Kiewer Berg im Rajon Schewtschenko und ist einer der ältesten Plätze der Stadt.
Am Platz liegt das in den 1990er Jahren wieder aufgebaute St-Michaelkloster, der in den 1930er Jahren im Stil des sozialistischen Klassizismus erbaute Monumentalbau des ukrainischen Außenministeriums, eine Gedenkstätte für die Opfer des Holodomor, das Denkmal der Fürstin Olga, des heiligen Apostels Andreas und der Missionare Kyrill und Method sowie das 1860 errichtete Gebäude der Diplomatischen Akademie der Ukraine. Vom Nordosten des Platzes führt eine Standseilbahn zum Kiewer Stadtviertel Podil in der Unterstadt.

## Namen
Der Platz hieß von 1937 bis 1961 Regierungsplatz, von 1961 bis 1977 nannte er sich Sowjetplatz und von 1977 bis zum Jahr 1991 trug er den Namen Kalininplatz.